# Sokolov (ort i Tjeckien)
Sokolov (före år 1948: Falknov nad Ohří, tyska: Falkenau an der Eger) är en stad i Tjeckien. Den ligger i distriktet Sokolov och regionen Karlovy Vary, i den västra delen av landet, 130 km väster om huvudstaden Prag. Sokolov ligger 402 meter över havet och antalet invånare är 23 678.
Terrängen runt Sokolov är varierad. Sokolov ligger nere i en dal. Runt Sokolov är det ganska tätbefolkat, med 134 invånare per kvadratkilometer. Närmaste större samhälle är Karlovy Vary, 17,4 km öster om Sokolov. Runt Sokolov är det i huvudsak tätbebyggt.